# 泉田芳次
泉田 芳次（いずみだ よしつぐ、1928年〈昭和3年〉9月17日 - 2007年〈平成19年〉8月17日）は、日本の政治家、官僚。元山口県下関市長。

## 経歴
奈良県出身。1957年（昭和32年）國學院大學文学部卒業。
1960年（昭和35年）総理府事務官となり、1966年（昭和41年）下関市財政課長、水道事業管理者を経て、1972年（昭和47年）助役。1979年（昭和54年）下関市長に当選し、3期務めた。1991年（平成3年）落選した。